# マリー・ダンギャン

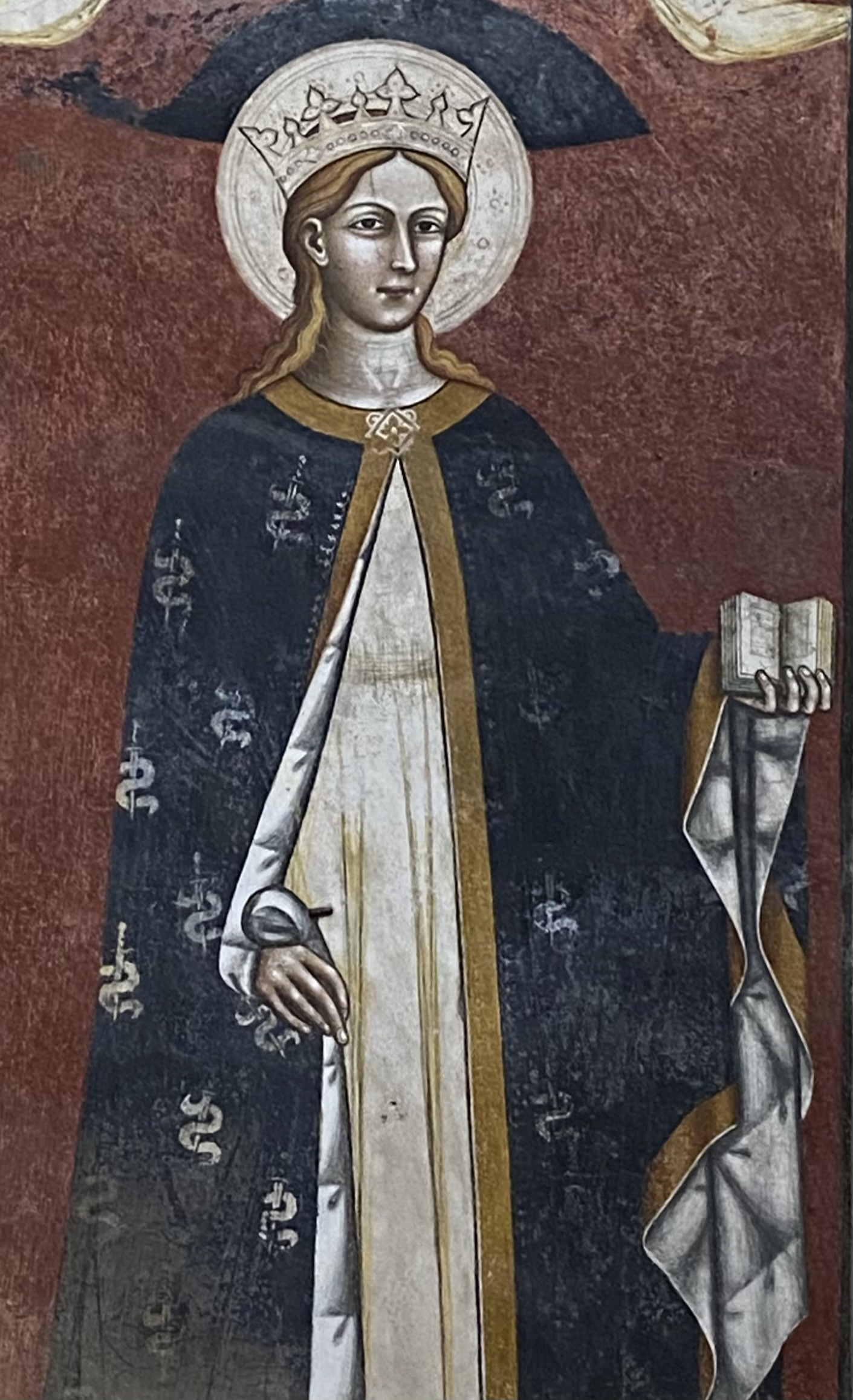
マリー・ダンギャンの肖像、ガラティーナのサンタ・カテリーナ・ダレッサンドリア聖堂内壁画

マリー・ダンギャン（Marie d'Enghien, 1367年 - 1446年5月9日 レッチェ）は、南伊ナポリ王国のフランス系貴族の女性。レッチェ女伯。ナポリ王国最大の諸侯ターラント公ライモンド・オルシーニ・デル・バルツォと最初の結婚・死別後、ナポリ王ラディズラーオ1世の3番目の王妃となった。

## 生涯
レッチェ伯・カストロ領主ジャン・ダンギャンとその妻サンチャ・デル・バルツォの間の娘。父方祖母イザベル・ド・ブリエンヌはアテネ公国公位請求者であると同時に南イタリアの大領主で、大勢の息子たちに所領を分割相続させた。マリーの父ジャンはレッチェとカストロを分与された。
1380年に父ジャンが死ぬと、兄弟のピエール（ピロ）が後を継ぐが、1384年に夭逝したため、マリーが跡継ぎとなる。同年、叔父ブリエンヌ伯ルイ・ダンギャンの世話でライモンド・オルシーニと結婚する。マリーは美しく、勇猛果敢で冒険を好む女性だった。1406年、夫がナポリ王ラディズラーオ1世を裏切った直後に急死した際、マリーは国王軍に所領のターラントを包囲され、抗戦した。王が和平の条件としてマリーとの結婚を要求してきたため、町を守るためにマリーは王との再婚を余儀なくされた。2人の婚礼はターラントのアラゴン城付属礼拝堂で挙行された。
ラディズラーオ王とは間に子ができないまま1414年に死別。王位を継いだ姉ジョヴァンナ2世女王はマリーを憎んで投獄したが、女王の夫君となったラ・マルシュ伯ジャック2世・ド・ブルボンの手引きで解放された。その後、マリーと子供たちはターラント公領を回復した。1446年に死ぬまで78歳の長命を保ち、孫娘のイザベル・ド・クレルモンが1445年にナポリの王位継承者カラブリア公ドン・フェランテと結婚した際には婚姻の証人にもなった。
マリーとラディズラーオ王の婚礼は、ターラントの町を破壊から守った記念碑的な出来事だったため、ターラントでは民俗行事としてマリーア・デンギエンの婚礼の仮装行列を行う習慣が現在も続いている。

## 子女
最初の夫ライモンドとの間に以下の子がいた。
- ジョヴァンニ・アントニオ - ターラント公、バーリ公爵、レッチェ伯
- マリーア - 第3代アトリ公爵アントニオ・アクアヴィーヴァと結婚
- カテリーナ - コペルティーノ伯トリスタン・ド・クレルモンと結婚、ナポリ王妃イザベル・ド・クレルモンの母
- ガブリエーレ（1453年没） - ウジェント伯、ヴェノーザ公爵、レッチェ伯

## 引用・脚注
1. ↑  “MARIA d'Enghien, regina di Sicilia in "Dizionario Biografico"”. 2021年11月30日閲覧。